# Une femme heureuse
Pour plus de détails, voir Fiche technique et Distribution.
Une femme heureuse (The Escape) est un drame britannique écrit et réalisé par Dominic Savage, sorti en 2017.

## Synopsis
Tara est une jeune mère de famille qui vit avec ses enfants et son mari dans une banlieue londonienne. Femme au foyer, elle s'ennuie en passant ses journées à s'occuper de ses enfants tout en attendant le retour de son époux qui travaille. Cette vie calme et ennuyeuse l'asphyxie de plus en plus jusqu'au jour où elle ne peut plus supporter cette situation. Soudainement, elle abandonne ses proches pour commencer une nouvelle vie à Paris, où elle suit des cours d'art et tombe amoureuse d'un Français, Philippe.

## Fiche technique
- Titre original : The Escape
- Titre français : Une femme heureuse
- Réalisation et scénario : Dominic Savage
- Montage : David Charap
- Photographie : Laurie Rose
- Production : Guy Heeley
- Société de production : IFC Films
- Société de distribution : KMBO
- Pays d'origine :  Royaume-Uni
- Langue originale : anglais
- Dates de sortie : 
  -  Canada : 12 septembre 2017 (Festival international du film de Toronto)
  -  France : 
    - 17 décembre 2017 (Festival de cinéma européen des Arcs 2017)[1]
    - 25 avril 2018 (sortie nationale)

## Distribution
- Gemma Arterton : Tara
- Dominic Cooper : Mark
- Frances Barber : Alison
- Marthe Keller : Anna
- Jalil Lespert : Philippe
- Montserrat Lombard : Steph

## Production
Gemma Arterton fut productrice exécutive du film et retrouva pour l'occasion Dominic Cooper, son partenaire de Tamara Drewe, tourné dix ans plus tôt.
Le film fut tourné en partie dans le comté du Kent, plus précisément à Gravesend, à Dartford ainsi qu'à la Gare internationale d'Ebbsfleet. D'autres plans furent tournés à Londres, notamment autour de Tamise, sur Waterloo Bridge et le long du Queen's Walk au Southbank Book Market en particulier. L'appartement de la première et de la dernière scène se situe au 35 Goodge Street. Le tournage se déroula également à Paris, notamment au Musée de Cluny (Musée national du Moyen-Âge), au Jardin des Tuileries et dans le 10e arrondissement, entre la Gare du Nord et le boulevard de Bonne-Nouvelle. 
Si les étapes de la narration furent l'objet d'un scénario, les dialogues furent intégralement improvisés.

## Sortie

### Accueil critique
En France, le site Allociné recense une moyenne des critiques presse de 3/5, et des critiques spectateurs à 3,3/5.